# Ханево (Себезький район)
Ханево (рос. Ханево) — присілок в Себезькому районі Псковської області Російської Федерації.
Населення становить 36 осіб. Входить до складу муніципального утворення Красноармейська волость.

## Історія
Від 2015 року входить до складу муніципального утворення Красноармейська волость.

## Населення
| 2001 | 2002 | 2010 |
| ---- | ---- | ---- |
| 44   | ↘29  | ↗36  |